# Oxyrhopus vanidicus
Espèce
Oxyrhopus vanidicus  est une espèce de serpents de la famille des Dipsadidae.

## Répartition
Cette espèce se rencontre :
- au Brésil ;
- dans l'est de l'Équateur ;
- dans le nord du Pérou ;
- en Colombie dans le département d'Amazonas.

## Publication originale
- Lynch, 2009 : Snakes of the genus Oxyrhopus (Colubridae: Squamata) in Colombia: taxonomy and geographic variation. Papeis Avulsos de Zoologia, vol. 49, no 25, p. 319-337 (texte intégral).